# Mario Siciliano
Pour les articles homonymes, voir Siciliano.
Mario Siciliano, né le 9 mai 1925 à Rome et mort le 27 octobre 1987 dans la même ville, est un scénariste, réalisateur et producteur de cinéma italien.

## Biographie
Il a commencé comme producteur, propriétaire et directeur de la société de production cinématographique Metheus, qu'il a fondée à Rome en 1962 et qui était spécialisée dans les films d'aventure.
À partir de 1967, il se lance également dans la réalisation, signant ses films à la fois sous son propre nom et sous les pseudonymes de Marlon Sirko, Luca Delli Azzeri ou Lee Castle. Dans ses propres mises en scène, on lui reconnaissait au début une habileté technique et des galeries de personnages hauts en couleur, avant que les budgets de ses films ne baissent.
À partir des années 1970, il travaille également comme scénariste, notamment pour des films dont il est le réalisateur ou le producteur : dans ces cas également, il adopte (en plus du sien) les noms de scène indiqués.
Parmi les genres qu'il a traversés au cours de sa longue carrière, citons les films d'aventure, les westerns spaghetti, les comédies érotiques italiennes, l'épouvante et, à la fin de sa carrière, la pornographie. C'est lui qui a découvert Marina Frajese, l'une des premières vedettes italiennes du porno (bien que d'origine suédoise).

## Filmographie

### Réalisateur
film non pornographiques
- 1969 : Django ne prie pas (I vigliacchi non pregano)
- 1969 : Les Sept Bérets rouges (Sette baschi rossi)
- 1970 : Les Sept de Marsa Matruh (La lunga notte dei disertori)
- 1972 : Le Lion de Saint-Pétersbourg (I leoni di Pietroburgo)
- 1972 : Dépêche-toi Sartana, je m'appelle Trinita (Trinità e Sartana figli di...)
- 1972 : Alleluia et Sartana, fils de... (Alleluja e Sartana figli di... Dio)
- 1975 : Malocchio
- 1975 : Una vergine in famiglia (it)
- 1976 : Campagnola bella (it)
- 1977 : Le Parfait Tueur (Quel pomeriggio maledetto)
- 1978 : Écorchés vifs (Scorticateli vivi)
- 1980 : La Veuve infidèle (it) (Las verdes vacaciones de una familia bien)
- 1981 : Carnalitá morbosa (it)
- 1983 : Rolf l'Exterminateur (Rolf)

Films pornographiques
- 1980 : La zia svedese (it)
- 1981 : Attenti a quelle due... ninfomani (it)
- 1981 : Porno lui erotica lei
- 1981 : Les Détraqués sexuels (it) (Sesso allegro)
- 1982 : Orgasmo esotico (it)
- 1982 : Orgasmo non-stop
- 1983 : L'amica di Sonia
- 1984 : Notti calde

### Scénariste
- 1965 : Le Lit à deux places de Jean Delannoy, François Dupont-Midy, Gianni Puccini et Alvaro Mancori
- 1965 : Baroud à Beyrouth (Rififi in Beirut) de Manfred R. Köhler
- 1966 : Le Carnaval des barbouzes (Gern hab' ich die Frauen gekillt) d'Alberto Cardone, Louis Soulanes, Sheldon Reynolds et Robert Lynn (en)
- 1966 : Comment séduire un play-boy en l'an 2000 (Bel Ami 2000 oder Wie verführt man einen Playboy?) de Michael Pfleghar
- 1968 : Caccia ai violenti de Nino Scolaro
- 1975 : La encadenada de Manuel Mur Oti
- 1984 : L'amante bisex de Carlo Leone — film X

### Producteur
- 1962 : Jules César, conquérant de la Gaule (Giulio Cesare il conquistadore delle Gallie) de Tanio Boccia
- 1964 : Hercule l'invincible (Ercole l'invincibile) d'Alvaro Mancori
- 1964 : Les Diamants du Mékong (Die Diamantenhölle am Mekong) de Gianfranco Parolini
- 1964 : F.B.I. contre l'œillet chinois (Das Geheimnis der chinesischen Nelke) de Rudolf Zehetgruber
- 1964 : Les Chercheurs d'or de l'Arkansas (Die Goldsucher von Arkansas) de Paul Martin, Alberto Cardone et Franz Josef Gottlieb
- 1964 : Les Terreurs de l'Ouest (I magnifici brutos del West) de Marino Girolami
- 1965 : Les Aigles noirs de Santa Fé (Die schwarzen Adler von Santa Fe) d'Alberto Cardone et Ernst Hofbauer
- 1965 : Espionnage à Bangkok pour U-92 (Der Fluch des schwarzen Rubin) d'Alberto Cardone et Manfred R. Köhler
- 1965 : L'aventure vient de Manille (Die letzten Drei der Albatros) de Wolfgang Becker
- 1966 : Le commissaire X traque les chiens verts (Kommissar X - Jagd auf Unbekannt) de Gianfranco Parolini
- 1966 : Comment séduire un play-boy en l'an 2000 (Bel Ami 2000 oder Wie verführt man einen Playboy?) de Michael Pfleghar
- 1966 : Gringo joue sur le rouge (7 dollari sul rosso) d'Alberto Cardone
- 1967 : Baroud à la Jamaïque (Llaman de Jamaica, Mister Ward) de Julio Salvador
- 1967 : Deux billets pour Mexico (Geheimnisse in goldenen Nylons) de Christian-Jaque
- 1975 : La Mort lente (La moglie giovane) de Giovanni D'Eramo
- 1984 : La Comtesse perverse (L'aristocratica perversa) de Carlo Leone — film X
- 1986 : Meglio baciare un cobra (it) de Massimo Pirri